# Вачаган III Благочестивый
Вачаган III Благочестивый (арм. Վաչագան Բարեպաշտ [Vačʿagan Barepašt]) — армяноязычный  правитель Кавказской Албании (487—510), десятый и последний представитель местной династии Аршакидов. 

## Биография
Отец Вачагана III — Йездегерд был братом отрёкшегося от престола Албании Ваче II. В период царствования сасанидского царя Пероза, гонения на христиан заставили многих представителей албанской знати принять зороастризм, в их числе был и Вачаган III. После прихода в Иране к власти Валарша (484—488) и начавшегося в Закавказье антисасанидского восстания, возглавляемого царем Картли Вахтангом I Горгасалом и спарапетом Армении Вааном Мамиконяном, албанская монархия была восстановлена в лице Вачагана III. После прекращения насильственного обращения в зороастризм Вачаган отрекся от учения магов.

## Управление
Вачаган демонстрирует большое рвение к христианству, ведя борьбу не только с зороастризмом, но и с языческими обрядами, идолопоклонством и колдовством. Созданная по образцу феодальной иерархии, иерархия церковная со временем стала пользоваться, иногда и в ущерб светской власти, широкими правами.

### Созыв Алуэнского собора
При Вачагане III происходили несогласия между мирянами и духовенством, между знатью и простолюдинами. По его инициативе в 488 году был созван церковный собор в Агуэне, летней резиденции албанских царей, неподалеку от города Партава. Собором были приняты двадцать три канонических правила, направленные на усиление авторитета царской власти, а также урегулирование отношений податного населения с духовенством и албанской знатью. Соборное постановление было утверждено представителями светской иерархии. Оно касалось вопросов по которым имелись разногласия между духовенством и мирянами.

## Образ в армянской культуре
Образ царя Вачагана III Благочестивого популярен в фольклоре армян Арцаха (Нагорного Карабаха). В армянских народных сказках («Предание об Албанском царе Вачагане», «Знание мастерства лучше царства») он предстаёт как мудрый государственный деятель, получивший образование у учеников Месропа Маштоца и стремившийся к образованию и просвещению. Главный мотив сказки — это спасение жизни правителя благодаря его умению писать и ткать ковры, что подчёркивает значимость письменности и ремесла в армянской культуре.
В 1881 году в Шуше армянский писатель Газарос Агаян написал сказку «Анаит», в которой пересказал историю царя Вачагана Благочестивого и его возлюбленной Анаит, носившей имя верховной богини древнеармянского языческого пантеона. По мотивам сказки в 2014 году студией «Роберт Саакянц Продакшн» был снят одноимённый мультфильм.